# Karen Stemmle
Karen Stemmle (* 27. Januar 1964 in Aurora, Ontario) ist eine ehemalige kanadische Skirennläuferin.
In der Saison 1983/1984 erreichte die zwei Jahre ältere Schwester von Brian Stemmle in den Abfahrten von Verbier (SUI) als Vierte und in der zweiten Abfahrt von Mont Sainte-Anne (CAN) als Zweite ihre besten Weltcup-Resultate. Ende der Saison resultierte hierfür ein 13. Platz im Abfahrtsweltcup. In der Saison 1984/1985 erreichte sie drei Top-10-Ergebnisse in der Abfahrt.
Ähnliche Spitzenresultate blieben in der Folge hingegen aus. Nachdem sie in der Saison 1987/1988 sich für die Olympischen Spiele in Calgary nicht zu qualifizieren vermochte, gab sie vorzeitig ihren Rücktritt bekannt.